# 沙伦·特拉维克
沙伦·特拉维克（英語：Sharon Jean Traweek）是一位美国科学知识社会学家，加利福尼亚大学洛杉矶分校副教授，主要的科普作品有《物理与人理——对高能物理学家社区的人类学考察》（Beamtimes and Lifetimes: The World of High Energy Physicists），介绍了粒子物理學家的世界，被翻译为中文等多种文字。